# Magliano di Tenna
Magliano di Tenna település Olaszországban, Marche régióban, Fermo megyében. Lakosainak száma 1414 fő (2023. január 1.). Magliano di Tenna Fermo, Grottazzolina, Rapagnano és Montegiorgio községekkel határos.

## Népesség
A település lakossága az elmúlt években az alábbi módon változott:
| Lakosok száma | 1438 | 1480 | 1414 |
|               | 2017 | 2018 | 2023 |